# Maschinelles Berichtswesen
Das Maschinelle Berichtswesen war die Lochkarten-Stelle des Oberkommandos des Heeres, später des Oberkommandos der Wehrmacht und des Reichsministeriums für Bewaffnung und Munition. Aufgrund der Personalübernahme zur Bundeswehr wurde dort zeitweise die elektronische Datenverarbeitung ebenfalls so bezeichnet. In einigen Fällen wurde die Bezeichnung auch im zivilwirtschaftlichen Bereich gebraucht.
Das Maschinelle Berichtswesen war ein militärisches Informationssystem, mit welchem das Rassenpolitische Amt der NSDAP, die SS-Wirtschaftsbetriebe im Besonderen, die deutsche Wirtschaft im Allgemeinen und die Wehrmacht die Potentiale von Hollerith-Lochkarten weitgehend ausschöpften.

## Einsatz von Lochkartensystemen für militärische Daten
Bei der Produktentscheidung 1937, für welche Tabelliermaschine sich die Wehrmacht entscheiden sollte, gab es drei Bewerber:
- DEHOMAG, eine Tochtergesellschaft der IBM,
- Bull Computer und
- Powers Accounting Machine Company.

### Deutschland
Im Ersten Weltkrieg wurden in Deutschland Lochkarten beim Waffen- und Munitionsbeschaffungsamt (WUMBA), Haus Cumberland, eingesetzt. Die Lochkarten blieben nach dem Krieg erhalten, der Schlüssel blieb geheim, was als Argument für den Einsatz im „Dritten Reich“ verwendet wurde. Die Marineverwaltung setzte Lochkarten bereits vor 1934 für Gebühren- und Materialkostenabrechnungen bei Werften ein.

### Weltweit

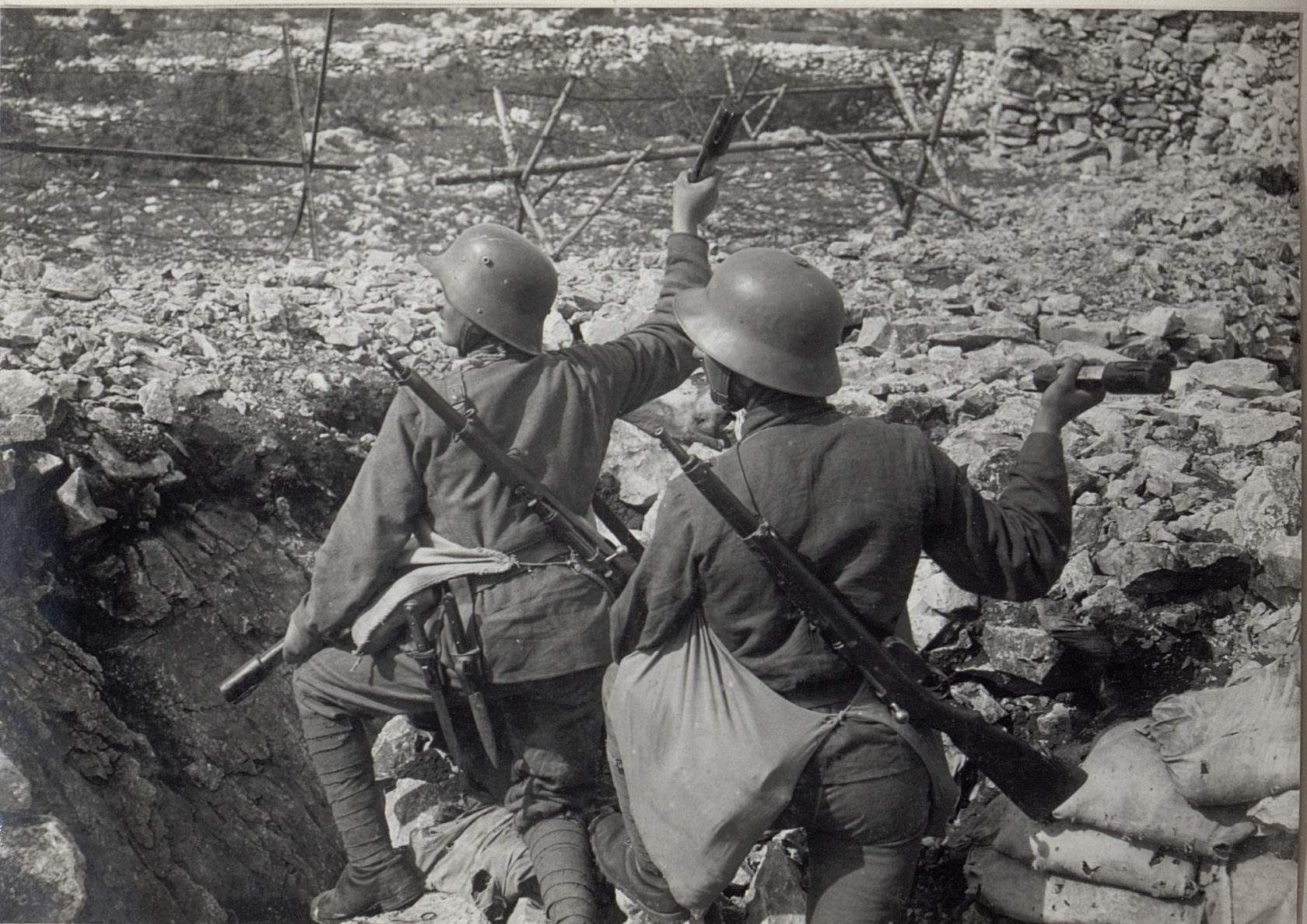
Infanterie mit dem neuen Stahlhelm, links deutsche, rechts österreichische Fertigung

- Die US-Army hatte im Ersten Weltkrieg Lochkartenlogistik im Sanitätswesen eingesetzt.
- Österreich-Ungarn produzierte den Stahlhelm Modell 1917 bei Krupp Berndorfer Metallwarenfabrik. Zur statistischen Absicherung des Designs wurden K.u.k-Sanitätsberichte mit Hollerithlochkartentechnik ausgewertet.[1]
- In Polen hieß das Tochterunternehmen von IBM bis 1938 »Polski Hollerith«, es berichtete über Multitasking und hatte mit der umgekehrten polnischen Notation Potenzial für die Entwicklung von Computern.
- Ebenso wurde über den Einsatz in Tschechien, in Holland und in Belgien im Wehrersatzwesen, also der Bevölkerungsstatistik, berichtet.
- Der Generalintendant René Carmille sabotierte jahrelang den Einsatz von Lochkarten zur Erfassung von Juden unter dem Vichy-Regime.

### Verwendete Lochkartensysteme
Die von der WUMBA eingesetzten Maschinen der Firma Remington Rand nach System Powers wurden nach Einrichtung des Maschinellen Berichtswesens wieder verwendet.
Ein Ergebnis der internationalen Prospektion für ein Lochkartensystem für die Wehrmacht schlug sich im „Taschenbuch der Heere“ (Passow 1938) nieder. Beim Verkauf der Büromaschinen dienten die anderen Militärverwaltungen als Referenzen.
Ein Bericht von US-General Brehon B. Somervell  über den Einsatz von IBM-Maschinen in der US-Army rief beachtliche Begeisterung in der Wehrmachtsverwaltung hervor. Passow favorisierte mobile Hollerithmaschineneinheiten, ähnlich, wie sie sich bei der US Army als effektiv erwiesen hatten.

#### Ausrüstung
Üblicherweise war eine Bezirksstelle wie folgt ausgerüstet:
- Eingabe:
 10 Stück Alphabetlocher und Prüfer
- Verarbeitung:
 1 Stück D-11 Tabelliermaschine mit Summenlochung
 2–3 Stück Sortiermaschinen
- Ausgabe:
 1 Stück IBM 405 Alphabetical Accounting Machine (Dup/Print/Punch)
 (Aussehen und Funktion grob wie Fernschreiber)
- 8 Stück Magnetlocher und Prüfer
- 3 Stück Lichtpausmaschinen „Ultrakop“

Eine übliche Bezirksstelle hatte ein bis zwei Hollerith-Spezialisten und 40 bis 50 weitere Angestellte, ein bis zwei Wehrmachtsoffiziere verantwortlich für jedes Zweigbüro.

## Arbeitsgebiet des MB – Darstellungen ab 1938
Die Darstellung der Aufgaben einer „IT-Waffe“ ist modeabhängig: Momentan würde das Metier als Network-Centric Warfare beschrieben werden.
Als Kurt Passow 1965 mit seiner Darstellung des Maschinellen Berichtswesens an die Fachöffentlichkeit trat, war die Entwicklung der Datenverarbeitung seit dem Kriegseinsatz des Maschinellen Berichtswesens zwanzig Jahre fortgeschritten. Passows Darstellung erinnert an eine Verkaufspräsentation, bei welcher keine Aufgabe ausgeschlossen wird. Passow hält sich mit seiner Darstellung an strikt befehlsmäßig einforderbare Aufgaben. Er formuliert damit einen Nerd, einen Rechenknecht, welcher im Zweifelsfall für die Ergebnisse seines Handelns in geringerem Umfang zur Verantwortung zu ziehen sei, als seine Tabelliermaschine.
Der Passow-Nerd bleibt bis zur „Jasmin“-Panne beim Zentrum für Nachrichtenwesen der Bundeswehr ungeschlagen.

### Ongoing Psychological Operation – Deutsche Dienststelle (WASt)
„Anfang 1938 lief die maschinelle Rohstoffberechnung für die Kriegsmobilmachung an. Im Frühjahr bemühte sich dann auch die Sanitätsinspektion um die Durchführung von Arbeiten bei der Lochkartenstelle des Heereswaffenamtes, und zwar handelte es sich dabei um die Erfassung der Krankenblätter und Musterungsergebnisse für den gesamten Bereich des OHK (Oberkommando des Heeres).
Diese als äußerst wichtig betrachtete Arbeit beruhte auf der Erkenntnis, dass im Ersten Weltkrieg die Auszahlung der Versorgungsansprüche der Kriegsteilnehmer und Hinterbliebenen an der zu langwierigen Bereitstellung der Unterlagen gescheitert war. Man war zu der Überzeugung gekommen, dass diese schlechte Organisation sehr zur revolutionären Stimmung am Kriegsende 1918 beigetragen hatte. Selbst 1937 war es noch nicht möglich, kurzfristig Unterlagen aus den Archiven zu bekommen.“ (Passow 1965)

### Sanitätswesen
„Als Kriegserfahrung lagen deswegen aus Amerika sehr gute Ergebnisse aus dem Bereich des Sanitätswesens vor, die eine grundlegende Rolle im Aufbau des Einsatzes für das deutsche Sanitätswesen im Zweiten Weltkrieg spielen sollten.“ (Passow 1965)

### Weitere Aspekte
Das Maschinelle Berichtswesen hatte Anfang 1945 etwa 200 verschiedene Arbeitsgebiete. Kurz vor dem 8. Mai 1945 wurden sämtliche Unterlagen der Berliner Zentralstelle vernichtet; dagegen blieben auf Passow’s Befehl Tabelliermaschinen und Ausrüstung (Datenträger und Lochkarten) unzerstört erhalten. In der Wiederaufrüstungsphase wurde versucht, die einzelnen Arbeitsgebiete zu rekonstruieren, was bei ungefähr 120 Gebieten gelang.
Von den nicht rekonstruierbaren Gebieten behauptete Passow 1965, eine ganze Reihe von Arbeiten sei so geheim gewesen, dass selbst leitende Mitarbeiter des MB nicht wussten, was sich hinter den zu verarbeitenden Zahlen verbarg. Seit der Publikation von Götz Aly und Karl Heinz Roth („Die restlose Erfassung“, 1983) ist die Rolle der Statistiker Friedrich Burgdörfer, Richard Korherr, Siegfried Koller bei der Vorbereitung und Durchführung der Shoa und dem faschistischen Terrorregime bekannt. Edwin Black („IBM und der Holocaust“, 2001) verdeutlichte, dass wesentliche Beiträge der Kriegsproduktion in SS-Wirtschaftsbetrieben und der deutschen Industrie unter einem mit Lochkarten tabellierenden Regime tödlicher Ausbeutung von Zwangsarbeitern und Häftlingen in Konzentrationslagern erbracht wurden.
Passow (1965) stellte eine durch das MB koordinierte Beschlagnahmung von Kraftfahrzeugen in Holland den ohne MB durchgeführten Beschlagnahmungen in Belgien und Frankreich gegenüber. Black (2001) stellte die reibungsarme Deportation und Ermordung vieler holländischer Juden durch Volkszählung mit Unterstützung durch die Deutsche Hollerith einer anteilig geringeren Mordrate an französischen Juden gegenüber und weist auf das heroische Verhalten des Leiters des französischen statistischen Amtes René Carmille hin, welchem diese Verringerung der Mordrate durch eine Hinhaltetaktik teilweise zuzuschreiben ist.
Als weitere Leistung des MB reklamiert Passow 1965 die Aushebung zweier Winterdivisionen 1941/42 zum Einsatz gegen die Sowjetunion durch Reduzierung der Rekonvaleszenzdauer von Soldaten von 30 auf 28 Tage. Gegenüberstellung mit REFA.

## Organisatorische Struktur

### Leitungsstruktur
Das Maschinelle Berichtswesen wurde von der Wehrmacht als Führungswaffe verstanden und unterstand folglich dem Heereswaffenamt, dessen Leiter vom 1. Dezember 1933 bis 28. Februar 1938 Generalmajor Kurt Liese und anschließend General der Artillerie Karl Becker war.
Das Oberkommando der Wehrmacht hatte den Reichsbahn-Oberinspektor Hörber von der Reichsbahndirektion Köln als Lochkartenfachmann beim Wehrwirtschaftsstab eingestellt und ihm die Einrichtung einer Zentralstelle beim OKW und bei allen Rüstungsinspektionen übertragen. Das OKW ließ das MB beim OKH als Versuchsballon steigen und kommandierte deshalb Hörber zur fachmännischen Unterstützung des Rittmeisters Passow bei der Einrichtung der Lochkartenstelle des OKH ab.
Die Forderung nach Planungsdaten führte zu einer neuartigen Eingliederung des MB in die Gesamtorganisation der Behörden, welche in den letzten Kriegsjahren reibungsarm funktionierte.

#### Aufbau des Maschinellen Berichtswesens 1945
- Leiter des Maschinellen Berichtswesens: Oberst Kurt Passow
- Militärischer Bereich Leiter des MB beim Oberkommando der Wehrmacht (OKW): Oberst Kurt Passow
- Vereinheitlichtes Berichtswesen General Kurt Waeger im Rüstungsamt des RMfRuK
- Leiter des MB beim Oberkommando des Heeres (OKH): Oberst Kurt Passow
- Leiter des MB beim Oberkommando der Marine (OKM): Kapitän Louis
- Leiter des MB beim Oberkommando der Luftwaffe (OKL): Heimerdinger
- Ziviler Bereich Leiter des MB beim Reichsminister für Bewaffnung und Kriegsproduktion (Albert Speer): Oberst Kurt Passow
- Vereinheitlichtes Berichtswesen: Staatsrat Rudolf Schmeer (* 1905 Aachen, Elektrotechniker, NSDAP Köln Schnittstellenkoordinator SS), Stellvertretender Vorsitzender der Deutschen Arbeitsfront
- Zentralstelle: Oberstleutnant Hübner (bot im März 1945 Frontdienst an)

Nach Maschinenauslastung dezentrale Außenstellen, welche dem Leiter MB fachlich unterstanden (siehe geografische Verteilung), beispielsweise bei Rüstungsinspektionen, Sanitätsinspektionen oder dem Allgemeinen Heeresamt.
Personal: 5000 bis 6000 Personen
über 200 Satz Lochkartenmaschinen
insgesamt etwa 5000 Maschinen.

### Zeitliche Entwicklung der Leitung
Dezember
- 1937 – 1. Stufe: Einrichtung der ersten Lochkartenstelle; untersteht dem Ia des Heereswaffenamtes.
- 1939 – 2. Stufe: Lochkartenstelle wird in technischer Hinsicht dem Chef-Ing. des Heereswaffenamtes als Abteilung Chef-Ing. 5/Wa I unterstellt.
- 1940 – 3. Stufe: Lochkartenstelle wird als Maschinelles Berichtswesen des Oberkommandanten des Heeres selbständig. Eigene Entwicklung von Maschinen befohlen.(evtl. Wanderer/Bull)
- 1942 – 4. Stufe: Einsatz eines Leiters des Maschinellen Berichtswesens des Oberkommandos der Wehrmacht mit Dienstbezeichnung „Leiter MB/OKVV“.
- 1942 – 5. Stufe: Einsatz eines Leiters des Maschinellen Berichtswesens (MB) beim Reichsminister für Rüstungs- und Kriegsproduktion.
- 1943 – 6. Stufe: Einsatz eines Leiters des Maschinellen Berichtswesens zur Zusammenfassung aller Maschinellen Berichtswesen mit besonderen Vollmachten.
- 1944 – 7. Stufe: Der Leiter des Maschinellen Berichtswesens im Ministerium für Rüstungs- und Kriegsproduktion wird selbständiger Amtsgruppenchef.

### Einzelne Personen aus dem MB
- Hermann Liesefeld, 1945 als Feldwebel der Bezirksstelle IX (Kassel), MB gefangen genommen, er war der Hollerithexperte bei der Rüstungsinspektion des Reichsministerium für Bewaffnung und Munition.
- Robert Ritter gab bei seiner Gefangennahme an, er sei Mathematiker und Statistiker beim Feldwirtschaftsamt beim OKW, er hätte die Anwendung von statistischen Methoden auf der Hollerithtabelliermaschine organisiert und beraten.

(Nachdem das Territorium der Sowjetunion im Laufe des Jahres 1944 weitgehend von deutschen Truppen geräumt worden war, folgte das offizielle Ende des Wirtschaftsstabs Ost am 1. November 1944, als Generalleutnant Otto Stapf, welcher am 15. Oktober 1944 das Feldwirtschaftsamt, den Rest des ehemaligen Wehrwirtschafts- und Rüstungsamts, übernommen hatte, beide Einrichtungen zusammenlegte.)
- Theodor Schuch (* 1912; † 6. April 1962) Köln, 1934–1942 Händler für Hollerithtabelliermaschinen in Köln, am 15. März 1943 zur MD Abteilung des Reichsministerium für Bewaffnung und Munition eingezogen, 1945 als Gefreiter bei der Bezirksstelle IX, MB in Kriegsgefangenschaft, gibt wesentliche Auskünfte über den Einsatz von Hollerithtabelliermaschinen.

## Geografische Verteilung
Zunächst wurde im November 1937 eine kleine Versuchsanlage am Alexanderplatz in Berlin, in dem Armee-Marine-Haus am Bahnhof Zoo (Berlin-Charlottenburg) die erste Lochkartenstelle des OKH eingerichtet.
Eine Zentralstelle war im Ministerium für Rüstung und Kriegsproduktion, die für die Vereinheitlichung des Berichtswesens zuständig war.
Die Bezirke im Deutschen Reich entsprachen den Wehrbereichen:
- in den besetzten Gebieten
  - Oslo für Skandinavien
  - Brüssel für Belgien und die Niederlande
  - Wien für Österreich, Schweiz sowie den südosteuropäischen Raum
  - Posen war zusammen mit der Abteilung VII des Statistischen Reichsamtes für die besetzten Ostgebiete und die Protektorate zuständig.

Ab 1944 wurde in Frankenberg in Sachsen die Schulstätte für Maschinelles Berichtswesen aus Berlin eingerichtet.
| Rüstungsinspektion | Standort                       | Verlagert 1. April 1945                                                                                         | Anzahl der Tabelliereinheiten |
| ------------------ | ------------------------------ | --- | ----------------------------- |
| I                  | Königsberg                     | Flensburg-Mürwik per Schiff (Anfang Mai entstand dort der Sonderbereich Mürwik mit der letzten Reichsregierung) | 2                             |
| II                 | Stettin                        | Neudietendorf via Karolinenhorst in Amtsgericht und Finanzamt Gryfino, Amtsbezirk Belkow, Standesamt Kublank    | 2                             |
| III                | Berlin                         | Zorndorf | 2                             |
| IV                 | Dresden                        | Landwirtschaftliche Hochschule in Tetschen-Liebwerd                                                             | 3                             |
| V                  | Stuttgart                      | Nürtingen | 2                             |
| VI                 | Münster                        | Emsdetten | 2                             |
| VII                | München                        | Aichach | 2                             |
| VIII               | Breslau                        | | 2                             |
| IX                 | Kassel                         | Zorndorf, Friedigerrode im Schwalm-Eder-Kreis, Oberaula                                                         | 3                             |
| X                  | Hamburg                        | in der unmittelbaren Nachbarschaft von Hamburg                                                                  | 3                             |
| XI                 | Hannover                       | Else (Werre) | 2                             |
| XII                | Wiesbaden                      | Bad Schwalbach                                                                                                  | 3                             |
| XIII               | Nürnberg                       | Ansbach Brauhaus Str. 9B                                                                                        | 2                             |
| XVII               | Wien                           | Kenyongasse | 3                             |
| XX                 | Danzig                         | Sopot | 2                             |
| XXI                | Posen                          | Neudietendorf                                                                                                   | 1                             |
| XXI                | Strasbourg                     | Nachbarschaft von Stuttgart                                                                                     | 2                             |
| XXI                | Böhmen-Mähren                  | Prag | 2                             |
|                    | Zentral Archiv für Wehrmedizin | Berlin Reichstag                                                                                                | 3                             |
|                    | Feldzeug                       | Berlin-Düppel Zehlendorf oder Bench Allee Stassfurt                                                             | 3                             |

Die dezentrale Hauptstelle war am 8. Mai 1945 in Wendisch Rietz in einem großen Barackenlager untergebracht, was den Spitznamen Otto Ernst Remer’s Hotel trug. Die Tabelliermaschinen waren im Schloss Schwarzborn.
Anfang April 1945 wechselte die Abteilung für maschinelles Berichtswesen der Reichsgruppe Industrie auf Rat von Offizieren der Wirtschaftsabteilung aus dem in der Sowjetischen Besatzungszone gelegenen Gera in die Nähe des amerikanischen Hauptquartiers nach Bad Nauheim. Diese Abteilung wurde umbenannt in Statistical Office und in die Industry Branch eingegliedert.
MB pflegte strategische Daten und betonte den Verwaltungscharakter.
Es gibt Berichte über Mitarbeiter des MB, welche bei ihrer Gefangennahme den MB als statistische Militärverwaltung gegenüber den US-Militärbehörden darstellten.
Adolf Heusinger hatte in seiner Zeit in der Wolfsschanze keine Kenntnis von der Existenz der Dienststelle MB und ließ sich bei der Bundeswehr über die Produktion seiner strategischen Informationen berichten.
Später erhielten auch die Mitglieder der Europäischen Verteidigungsgemeinschaft (EVG) Kenntnis über diese Einrichtung.

## Prognose für ein totalitäres System 1965
1965 schätzte der Leiter des Maschinellen Berichtswesens, Kurt Passow, die Möglichkeit, aufs Neue eine solch leistungsfähig gestaltete Informationsstruktur aufzubauen, im Hinblick auf die damals zur Verfügung stehende Datenverarbeitung pessimistisch ein. Er benannte Vordruckgestaltung, Nummerung, Arbeitsplanung.

## Zentralarchiv für Wehrmedizin
Das Zentralarchiv für Wehrmedizin war ein Ableger des Maschinellen Berichtswesens, das seinen Aufgaben vom Gebäude des Reichstags aus nachkam. Es wurde von Generalarzt (Heer) Hans Müller (* 1890) geleitet, zu seinen Mitarbeitern gehörten Hans Hosemann, Berthold Mikat und Siegfried Koller. 1943 wurden von der deutschen Wehrmacht sowohl mit der Übernahme von medizinischen Daten der Wehrpflichtigen bei der Musterung als auch Daten von über 15 Millionen Krankengeschichten auf Lochkarten registriert. Millionen Lochkarten mit medizinischen Daten der deutschen Wehrmacht sollen nach dem Zweiten Weltkrieg zweckentfremdet als Heizmaterial im Nachkriegs-Berlin gedient haben und sind dementsprechend wohl verloren gegangen. Davon unbeschadet sind die Aufbewahrungspflichten der Wehrmedizinischen Dokumentation. Die Aufgaben gingen später auf das Institut für Wehrmedizinalstatistik und Berichtswesen über.